# Akok-Bekoe
Akok-Bekoe est un village de la région du Centre au Cameroun, localisé dans l'arrondissement (commune) de Bikok et le département de la Méfou-et-Akono.

## Population
En 1965 Akok-Bekoe comptait 445 habitants, principalement des Etenga.
Lors du recensement de 2005, ce nombre s'élevait à 45.

## Personnalités liées à Akok-Bekoe
- Joseph Atanga, archevêque de Bertoua, né à Akok-Bekoe en 1952
- Clément Obouh Fegue, Ingénieur Hydraulicien, ancien Directeur Général de la Société Nationale des Eaux du Cameroun (Snec), né le 2 octobre 1935 à Akok-Bekoé et mort le 1er mars 2014 à Yaoundé.